# Gran
Gran é uma comuna da Noruega, com 757 km² de área e 13 695 habitantes (em 2016).